# Masaharu Homma
Masaharu Homma (Sado, 27 de novembro de 1887 — Los Baños,  Filipinas, 3 de abril de 1946) foi um general japonês, comandante das tropas que invadiram e ocuparam as Filipinas durante a II Guerra Mundial, responsável pela marcha da morte contra prisioneiros norte-americanos e filipinos em 1942, pela qual seria executado como criminoso de guerra ao fim do conflito.
Homma era conhecido como um militar moderado, não-fanático, escritor amador apelidado de General Poeta, com profundo respeito pela civilização ocidental, tendo morado na Inglaterra e estudado em Oxford no começo do século, a qual se opunha. Após a queda de Nanquim, China, na guerra sino-japonesa, declarou publicamente que “ao menos que a paz seja conseguida imediatamente, haverá um desastre”. Durante as batalhas, ele pintava e compunha poesias.

## Crime de guerra
No começo da guerra do Pacífico, Homma comandou com sucesso o 14º Exército japonês na invasão das Filipinas em dezembro de 1941, pouco depois do ataque japonês a Pearl Harbor. Apesar das vitórias conquistadas por suas tropas, seu comportamento com relação aos civis filipinos, ordenando a seus soldados que evitassem roubo e estupro da população civil e que os tratassem como amigos e não inimigos, respeitando seus costumes e religião, causaram desagrado a seus superiores e um princípio de rebelião entre oficiais subordinados mais fanáticos, acabou causando sua remoção para o Japão após a vitória de Corregedor, pelo que o comando central do exército japonês considerava falta de agressividade na guerra, que custou ao Japão uma inesperada demora em derrotar as forças norte-americanas nas Filipinas.

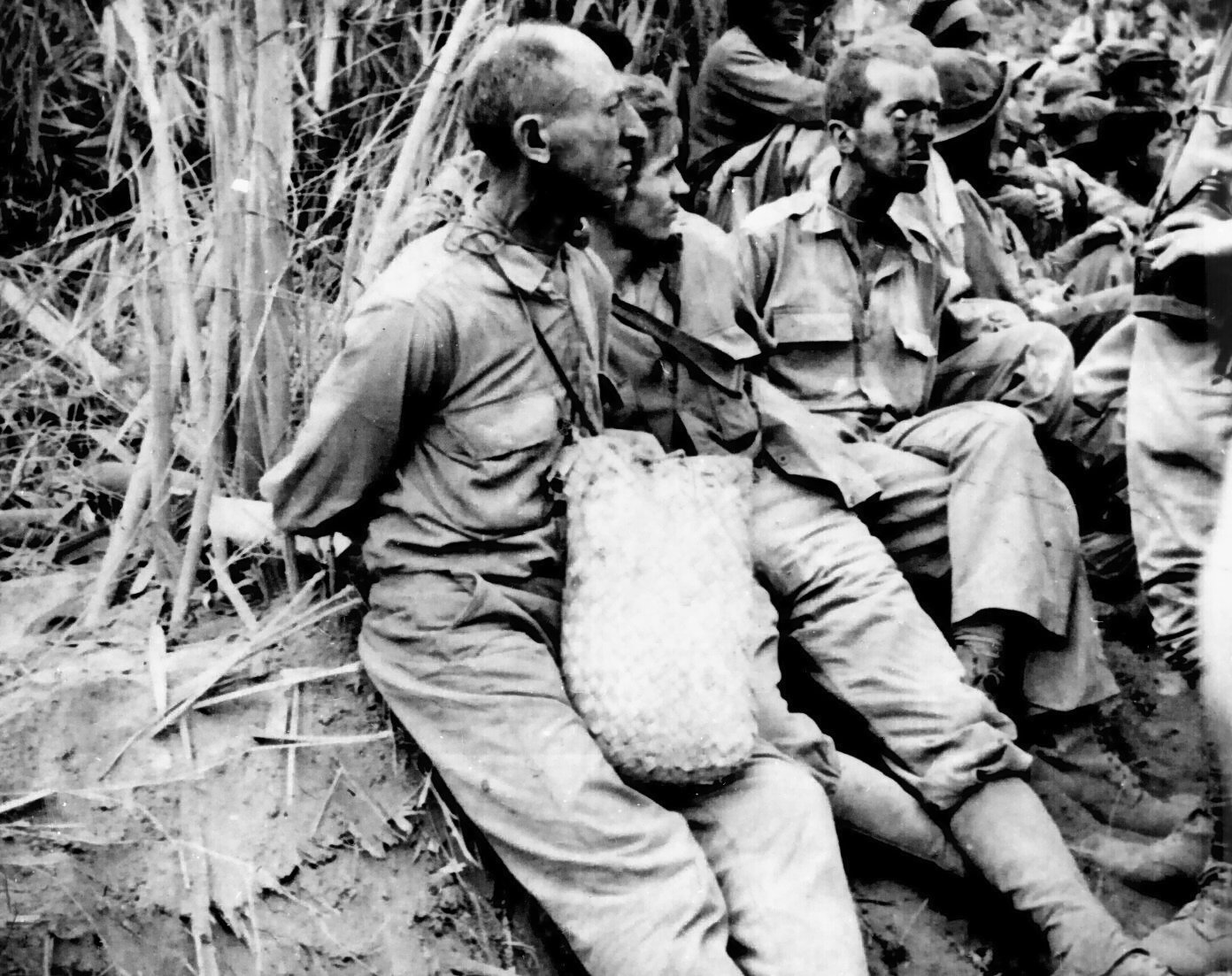
Prisioneiros americanos durante a Marcha da Morte.

Entretanto, seu comportamento leniente em relação à população não foi imitado no tocante a militares prisioneiros de guerra. Após a vitória das forças japonesas sob seu comando na Batalha de Bataan, a mais dura das batalhas pela conquista das Filipinas, Homma ordenou que os prisioneiros americanos e filipinos fossem levados, a pé, da península de Bataan até o campo de prisioneiros O'Donnell, numa marcha de mais de 150 km sem água, sem comida, sob forte calor, atacados pela malária e sem descanso; 75 000 prisioneiros participaram da marcha,  que causou a morte de cerca de 650 americanos e de 10 000 filipinos e ficou conhecida nos anais militares como Marcha da Morte. Este fato lhe custaria a vida ao final da guerra.

### Julgamento e execução

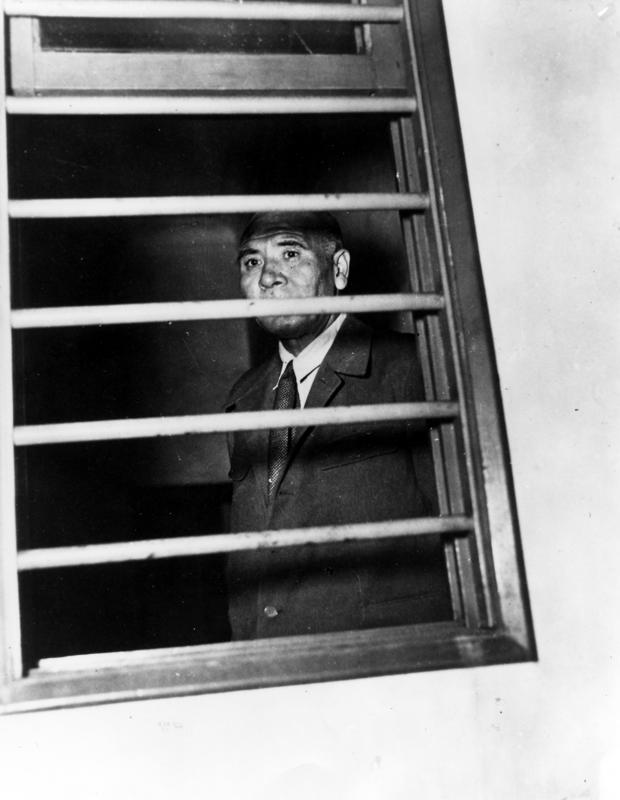
General Homma na prisão aguardando julgamento.

Após a rendição japonesa em 1945, Homma, que se encontrava desligado do exército e na obscuridade em Tóquio desde o episódio das Filipinas, foi preso e levado de volta ao país por ordem do general Douglas MacArthur e submetido a corte marcial perante a Comissão Aliada de Crimes de Guerra.
Sua responsabilidade direta na Marcha da Morte não ficou absolutamente clara, já que ele havia dado as ordens para o transporte de prisioneiros ainda durante as batalhas pela conquista de Corregedor, onde americanos e filipinos ainda lutavam e no qual ele estava focado,  e ela foi levada cabo por seus oficiais, sem que ele tomasse conhecimento dos detalhes da operação, assim como das atrocidades cometidas pelos japoneses aos prisioneiros após a chegada ao campo de destino.
Mesmo assim, foi considerado culpado e condenado à morte por crimes de guerra pela Comissão, num veredicto criticado por juristas, que consideraram seu julgamento irregular e carregado de fatores emocionais. A mulher de Homma pediu clemência ao General MacArthur, mas teve seu pedido negado.
Masaharu Homma foi executado por um pelotão de fuzilamento no dia 3 de abril de 1946 em Los Baños, nas cercanias de Manila, a cidade que havia conquistado quatro anos antes.